# Kadłub (Basse-Silésie)
Pour les articles homonymes, voir Kadłub.
Kadłub est une localité polonaise de la gmina de Miękinia, située dans le powiat de Środa Śląska en voïvodie de Basse-Silésie.